# Anthony Fauci

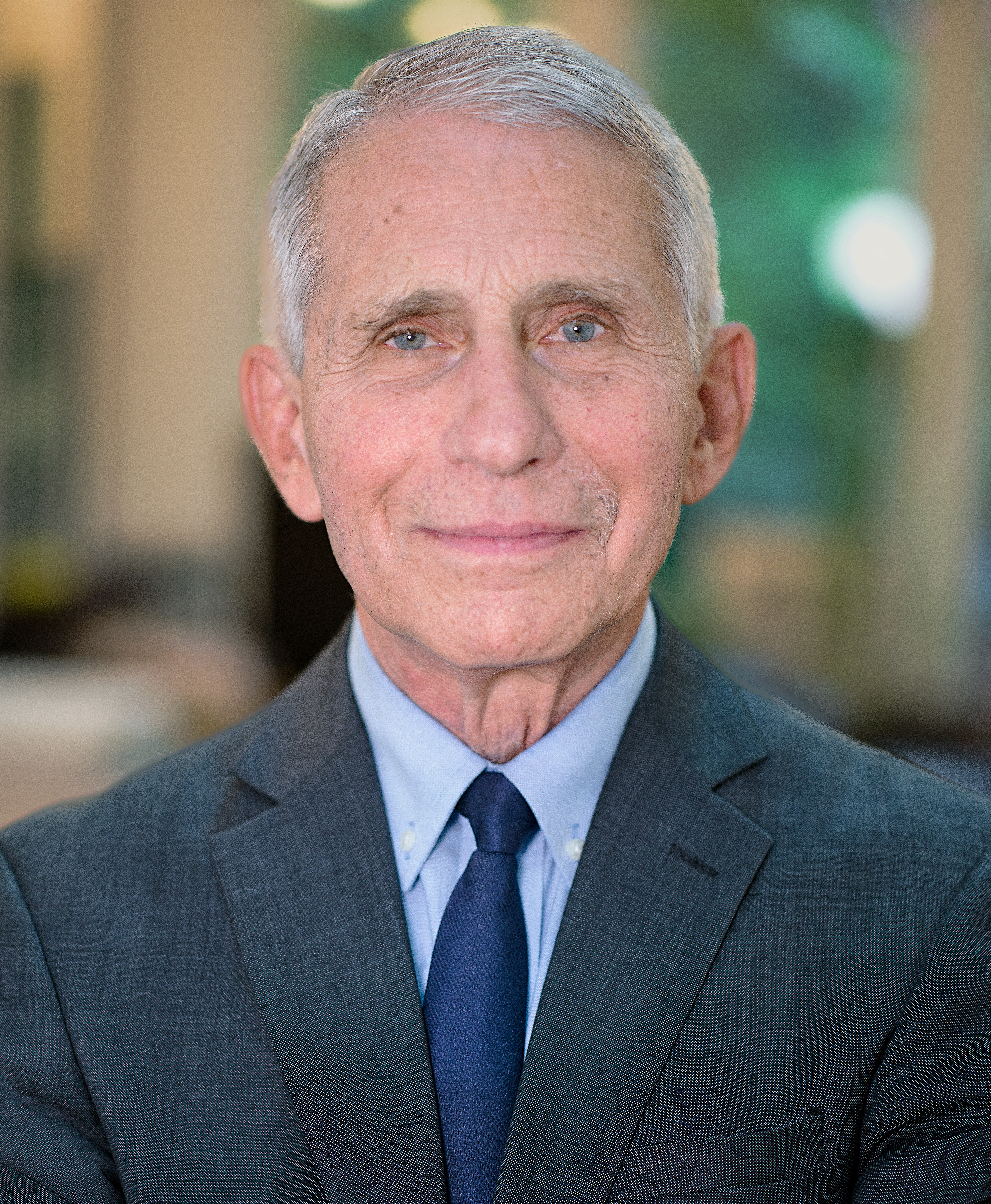
Anthony Fauci (2023)

Anthony Stephen Fauci (/ˈfaʊtʃi/; * 24. Dezember 1940 in New York City) ist ein US-amerikanischer Immunologe.

## Leben
Fauci erwarb 1966 einen M.D. am Medical College der renommierten Cornell University in Ithaca, New York. Als Assistenzarzt arbeitete er am New York Hospital in seiner Heimatstadt New York City, bevor er 1968 an das National Institute of Allergy and Infectious Diseases (NIAID) wechselte, eine Einrichtung der National Institutes of Health (NIH) in Bethesda, Maryland. 1974 übernahm er die Leitung der dortigen Abteilung für klinische Physiologie und 1980 das dortige Labor für Immunregulation. Von 1984 bis 2022 war Fauci Direktor des NIAID.

## Wirken
Fauci machte sich in den frühen 1980er Jahren einen Namen in der noch jungen AIDS-Forschung. Er gehört zu den Pionieren der Erforschung der Immunregulation beim Menschen. Es gelang ihm, mehrere immunregulatorische Faktoren zu identifizieren. Fauci konnte außerdem die normale Funktion von B-Lymphozyten beschreiben. Auf seinen Forschungen basieren erfolgreiche Therapien zuvor regelmäßig tödlich verlaufender Autoimmunerkrankungen. Fauci identifizierte zelluläre und molekulare Mechanismen der Expression von HIV in chronisch beziehungsweise latent infizierten Zellen.
Er zählt zu den Herausgebern der Harrison’s Principles of Internal Medicine, eines Standardlehrbuchs für Innere Medizin (17. Auflage 2008, 18. Auflage, 19. Auflage 2015, 20. Auflage 2018 [deutschsprachige Ausgabe 2020] und 21. Auflage 2022). Fauci ist Autor, Co-Autor oder Herausgeber von über 1400 wissenschaftlichen Veröffentlichungen (jeweils Stand 2021). Er hat mit über 247.000 Zitaten laut Google Scholar einen h-Index von 234, laut Datenbank Scopus mit über 137.000 Zitaten einen von 190 (jeweils Stand Dezember 2023).
Fauci war Berater aller US-Präsidenten und ihrer Regierungen – seit dem Kabinett von Ronald Reagan – auf den Gebieten der Biogefährdung sowie der Infektion mit HIV und anderen Viren. Seine öffentliche Wahrnehmung nahm insbesondere während der COVID-19-Pandemie in den Vereinigten Staaten erheblich zu. Unter Präsident Joe Biden war Fauci seit dem 20. Januar 2021 Chief Medical Advisor to the President. Im Dezember 2022 trat er als Leiter des NIAID und als leitender medizinischer Berater des US-Präsidenten zurück.
Kurz vor der Amtseinführung von Donald Trump wurde er von Joe Biden präventiv begnadigt, um ihn vor „grundloser und politisch motivierter Strafverfolgung“ zu schützen. Zuvor war Fauci zu einer Hassfigur der US-amerikanischen Rechten geworden, da er mit seinen Analysen der Covid-19-Pandemie immer wieder mit Trump aneinandergeraten war. Unter anderem hatte Elon Musk wiederholt gefordert, dass Fauci wegen seines Wirkens angeklagt werden müsse.
Am 24. Januar 2025, nur wenige Tage nach der Amtseinführung von Donald Trump, beendete dieser den Personenschutz für Fauci.

## Auszeichnungen (Auswahl)
- 1989 Maxwell Finland Award

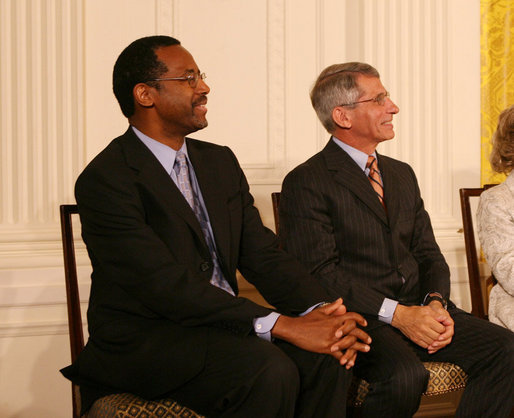
Ben Carson und Anthony Fauci bei der Zeremonie zur Verleihung der Presidential Medal of Freedom 2008

- 1991 Mitgliedschaft in der American Academy of Arts and Sciences[9]
- 1992 Mitgliedschaft in der National Academy of Sciences
- 1992 Fellow der American Association for the Advancement of Science
- 1995 Ernst Jung-Preis[10]
- 1998 Howard Taylor Ricketts Award
- 1999 Pasarow Award
- 1999 Alexander Fleming Award
- 2001 Mitgliedschaft in der American Philosophical Society[11]
- 2002 Albany Medical Center Prize[12]
- 2005 National Medal of Science[13]
- 2005 Blaise-Pascal-Medaille
- 2007 Mary Woodard Lasker Public Service Award[14]
- 2007 George M. Kober Medal der Association of American Physicians
- 2008 Presidential Medal of Freedom[15]
- 2010 Dr. Paul Janssen Award for Biomedical Research (mit Erik de Clercq)
- 2013 Robert-Koch-Medaille[16]
- 2013 Prinz-Mahidol-Preis
- 2016 Canada Gairdner Global Health Award
- 2020 Gustav O. Lienhard Award for Advancement of Health Care der National Academy of Medicine[17]
- 2020 Prix International de l’INSERM
- 2020 John Maddox Prize, zusammen mit Salim S. Abdool Karim[18]
- 2021 AAAS Philip Hauge Abelson Prize
- 2021 Dan-David-Preis
- 2021 Public Welfare Medal der National Academy of Sciences
- 2024 Auswärtiges Mitglied der Royal Society

Fauci wurde mit 58 Ehrendoktoraten ausgezeichnet (Stand 2023).